# Josef Szombathy

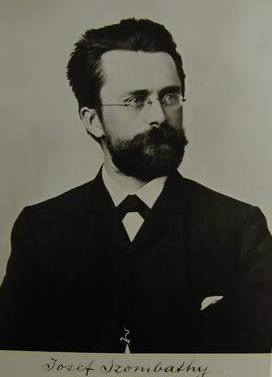
Josef Szombathy

Josef Szombathy (* 11. Juni 1853 Wien; † 9. November 1943 Wien) war ein österreichischer Prähistoriker, der die Grabung leitete, bei der 1908 die Venus von Willendorf gefunden wurde.

## Leben
Szombathy wurde als Sohn eines Schneiders in einfachen Verhältnissen geboren. Nach der Volksschule trat Szombathy 1864 in die Oberrealschule ein. Er studierte 1870 bis 1874 am Polytechnischen Institut (ab 1872: Technische Hochschule), insbesondere an der Chemisch-technischen Schule.
1872/73 war er gleichzeitig im Militärdienst und war an der musealen Aufstellung der Skelette neuseeländischer Riesenvögel für die Wiener Weltausstellung unter der Leitung von Ferdinand von Hochstetter beteiligt. 1874 wurde Szombathy Assistent Hochstetters am Institut für Mineralogie und Geologie der Technischen Hochschule in Wien ernannt. Daneben studierte er u. a. 1874/75 bei Eduard Suess Geologie, später auch bei Friedrich Simony.
Szombathy heiratete 1882 und hatte vier Kinder. Er wurde am Wiener Zentralfriedhof bestattet. Das Grab ist bereits aufgelassen.

## Wirken

### Naturhistorisches Museum
Josef Szombathy war von 1878 bis 1916/19 am Naturhistorischen Museums in Wien tätig, ab 1882 als Leiter von dessen anthropologisch-prähistorischer Sammlung, zu deren Aufbau er wesentlich beigetragen hatte. Auch im Ruhestand, setzte er seine Tätigkeit bis in die 30er Jahre als Volontär fort. 1885–1907 war Moriz Hoernes sein Mitarbeiter. Ab 1907 nahm Josef Bayer diese Stelle ein, der Szombathy später am Museum nachfolgte.

### Grabungen
Szombathy war an einer großen Zahl von Ausgrabungen in ganz Österreich-Ungarn beteiligt. Die bedeutendsten waren die Grabungen in Mladeč (deutsch: Lautsch; Mähren) und in Willendorf (Niederösterreich).
Die erste Höhlengrabung unternahm er 1879 in der Kreuzberghöhle (slowenisch Križna jama) in Krain, die ein vollständiges Höhlenbären-Skelett erbrachte. 1880–83 war er v. a. in Mähren tätig (u. a. Vypustek-Höhle). In der Fürst-Johanns-Höhle bei Lautsch (Mladeč) fand er 1881/82 Überreste früher anatomisch moderner Menschen.
Szombathy leitete auch Grabungen in Wies, Frög, auf der Gurina bei Dellach und im Gräberfeld von Hallstatt. Ab 1885 deckte Szombathy eisenzeitliche Gräberfelder in St. Lucia (Most na Soči) und Idrija pri Bači auf (neben Carlo de Marchesetti) (Heinrich 2003).
In Willendorf standen bereits die Aufsammlungen und Ausgrabungen von Leopold Koch und Ferdinand Brun ab 1883 unter der Aufsicht Szombathys, der auch die weiteren Ausgrabungen von Bayer und Obermaier leitete (Antl-Weiser 2008, S. 30). 1888 und 1889 führte Szombathy (u. a. mit Johann Krahuletz) Rettungsgrabungen im Kamptal durch. Weitere Grabungen in Niederösterreich umfassten u. a. Gföhl, Laa an der Thaya, Gemeinlebarn, Rust im Tullnerfeld, Amstetten, Traiskirchen, Deutsch-Altenburg, Karlstetten und Malleiten bei Fischau.

### Gesellschaften und Vereine
Szombathy war u. a. im Vorstand der Anthropologischen Gesellschaft in Wien, Vizepräsident der Wiener Prähistorischen Gesellschaft, Präsident des Österreichischen Touristen-Clubs.

### Würdigung
Szombathy war bekannt für sein präzises und methodisches Vorgehen. Dies ist aus seinen umfangreichen (Grabungs-)Tagebüchern zu erkennen. Die Methodik kennzeichnet auch seine Tätigkeit am Naturhistorischen Museum, wo er durch Sortierung und Katalogisierung bedeutende Bestände zugänglich machte.
Szombathy wurde als Ausgräber von Mladeč und Willendorf auch international bekannt.

## Veröffentlichungen (Auswahl)
- Über Ausgrabungen in den mährischen Höhlen im Jahre 1881. Sitzungsbericht der k. Akademie der Wissenschaften in Wien (= Fünfter Bericht der prähistorischen Commission der mathematisch-naturwissenschaftlichen Classe der kaiserlichen Akademie der Wissenschaften). 85. Jahrgang, S. 90–107.
- Un crâne de la race de Crô-Magnon, trouvé en Moravie. In: XII. Congrès international d'anthropologie et archeologie préhistorique à Paris. 21. August 1900. L'Anthropologie XII, S. 150–171.
- Die Aurignacienschichten in Löß von Willendorf. In: Korrespondenzblatt der Deutschen Gesellschaft für Anthropologie, Ethnologie, und Urgeschichte. Jahrgang 40, 1909, Nr. 9/12, S. 85–88.